# University of Manchester
Uniwersytet Manchesterski (ang. The University of Manchester) – brytyjski uniwersytet publiczny w Manchesterze.

## Historia
Uczelnia w obecnym kształcie została utworzona w 2004 przez połączenie Uniwersytetu Wiktorii w Manchesterze (ang. Victoria University of Manchester) i Instytutu Naukowo-Technicznego Uniwersytetu w Manchesterze (ang. University of Manchester Institute of Science and Technology, UMIST). Po 100 latach współpracy obie instytucje uformowały jeden uniwersytet.

## Absolwenci i pracownicy
Z Uniwersytetem i wcześniejszymi instytucjami, z których powstał, związanych jest 25 laureatów Nagrody Nobia, m.in:
- Ernest Rutherford (chemia, 1908),
- Niels Bohr (fizyka 1922),
- James Chadwick (fizyka, 1935),
- Jean Blondel (administracja publiczna, 1957) – politolog,
- Joseph E. Stiglitz (ekonomia, 2001) – pracownik naukowy[4],
- John Sulston (fizjologia i medycyna, 2002) – pracownik naukowy[4],
- Andriej Gejm (fizyka, 2010) – pracownik naukowy[4],
- Konstantin Nowosiołow (fizyka, 2010) – pracownik naukowy[4].